# Jan van Koningsveld

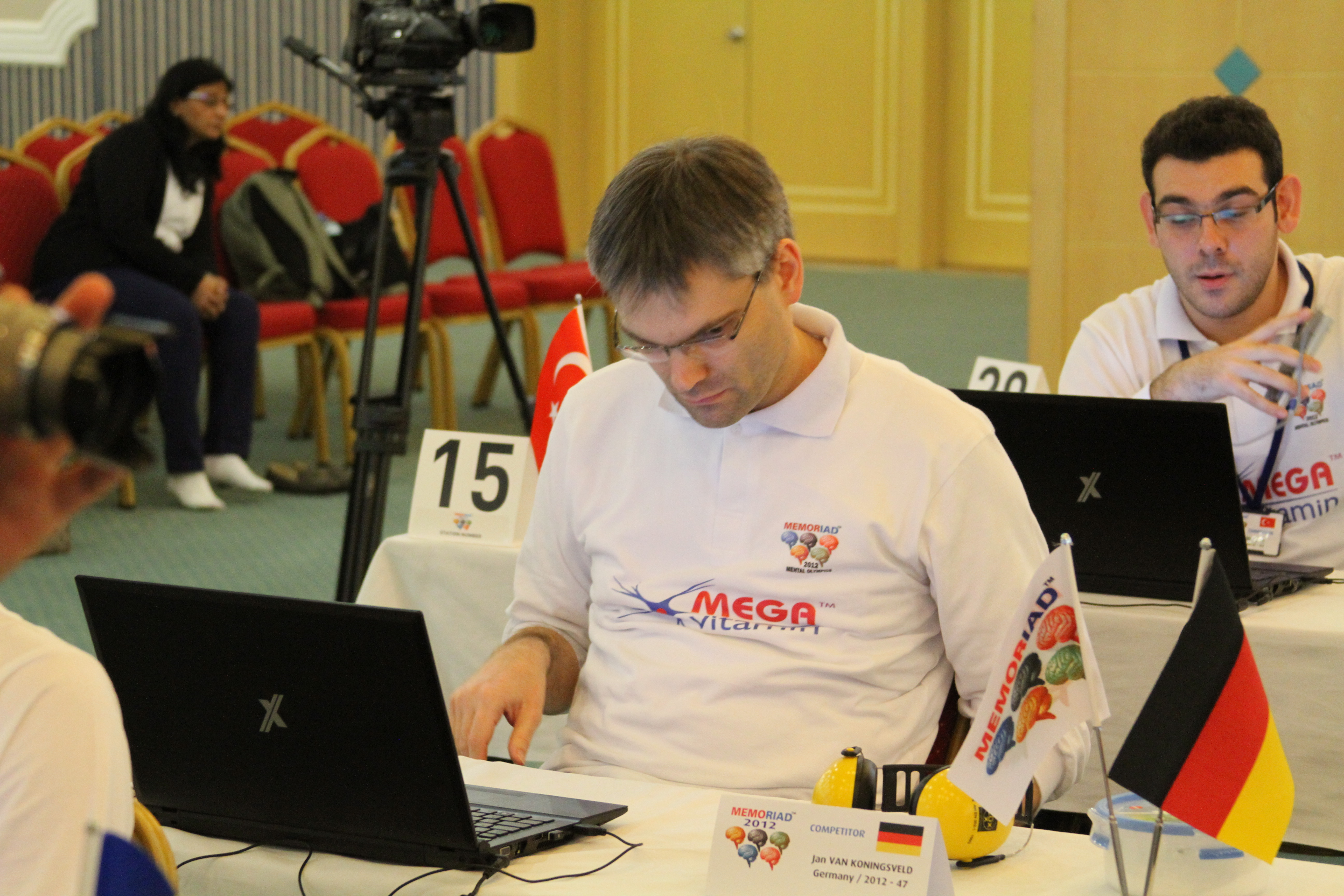
Jan van Koningsveld, 2012

Jan van Koningsveld (* 1969 in Emden) ist Rechenkünstler, Gedächtnissportler, Autor und Wettbewerbsorganisator. Er ist vierfacher Weltmeister, zweifacher Olympiasieger sowie vielfacher Weltrekordhalter im Kopfrechnen. Im „Guinness-Buch der Rekorde 2000“ ist er für das Aufsagen der Zahl Pi aufgeführt. Seit 2002 ist er Weltrekordhalter in der Disziplin „The Ultimate Test of Pi“. Er ist in verschiedenen Fernsehshows aufgetreten, unter anderem in „Deutschlands Superhirn“ und „Die Deutschen Meister“.
Erst im Alter von 33 Jahren begann er ernsthaft, das Kopfrechnen zu trainieren, und errang bei den ersten Weltmeisterschaften 2004 auf Anhieb den Titel des Vizeweltmeisters (Gesamtwertung), sowie den Weltmeistertitel im Ziehen der Quadratwurzel. Diesen Erfolg bestätigte er bei den zweiten Weltmeisterschaften 2006, als er erneut Vizeweltmeister (Gesamtwertung) und Vizeweltmeister (Multiplikation) wurde. Bei der dritten Weltmeisterschaft im Kopfrechnen in Leipzig im Jahr 2008 erhielt er erneut Weltmeistertitel. Van Koningsveld wurde Weltmeister im Quadratwurzelziehen sowie im Kalenderrechnen. Auch bei dieser Meisterschaft erhielt er den Titel des Vizeweltmeisters in der Gesamtwertung. Nach einem dritten Platz im Kalenderrechnen sowie dem fünften Platz in der Gesamtwertung im Jahr 2010 wurde er bei der Weltmeisterschaft 2012 zum vierten Mal Weltmeister, hier im Kubikwurzelziehen. Ebenfalls errang er den dritten Platz in der Gesamtwertung. Van Koningsveld ist damit der erfolgreichste Teilnehmer der ersten fünf Weltmeisterschaften, was die Gesamtwertung angeht. Ihm gelang es als Einzigem, immer in den Top 5 vertreten zu sein, mit einer Rekordanzahl von vier Top-3-Platzierungen. Stand August 2016 ist er auch der Teilnehmer mit den meisten Medaillen bei Weltmeisterschaften. Er erreichte viermal Gold, fünfmal Silber und fünfmal Bronze.
Bei der erstmals ausgetragenen MEMORIAD, der Olympiade für Kopfrechen- und Gedächtnissport, die am 1. und 2. November 2008 in Istanbul stattfand, gewann Jan van Koningsveld jeweils die Goldmedaille in den Disziplinen Multiplikation sowie Kalenderrechnen. Ebenfalls erreichte er den Weltrekord im Kalenderrechnen mit 56 richtig zugeordneten Wochentagen innerhalb einer Minute für den Zeitraum 1600 bis 2100. Diesen Weltrekord konnte er in der Folgezeit mehrmals verbessern, zuletzt am 24. Oktober 2015 mit 96 richtig zugeordneten Wochentagen innerhalb einer Minute. Van Koningsveld hat in dieser Kategorie als erster Mensch überhaupt einen Rekord mit einer durchschnittlichen Berechnungszeit von unter einer Sekunde pro Datum aufgestellt.
2003 brach er den Weltrekord im Multiplizieren zweier achtstelliger Zahlen (50,9 Sekunden) und holte ihn sich ein Jahr später mit einer Zeit von 38,1 Sekunden zurück, nachdem er ihn einige Wochen vorher verloren hatte.
Im Jahr 2005 stellte er erneut einen Weltrekord auf, dieses Mal in der Multiplikation zweier fünfstelliger Zahlen. Hierbei waren zehn Aufgaben dieses Typs hintereinander und ohne Unterbrechung zu lösen. Die Zeit für das fehlerfreie Lösen dieser Aufgaben betrug 3 Minuten und 6 Sekunden.
Seine Schülerin Silke Betten, ebenfalls gebürtig aus Emden, nahm ebenso an den drei Weltmeisterschaften teil. 2004 belegte sie als einziger weiblicher Teilnehmer den 3. Platz im Kalenderrechnen. Bei den Weltmeisterschaften 2006 schnitt sie als beste von mittlerweile fünf Teilnehmerinnen ab. Die Weltmeisterschaften finden als Gesamtwettbewerb statt, es wird also nicht nach Männern und Frauen getrennt gewertet.
Seit 2007 organisiert Jan van Koningsveld jährlich die von ihm ins Leben gerufene Emder Rechenmeisterschaft. In verschiedenen Wertungsklassen (zumeist nach Schuljahrgängen aufgeteilt) können Kinder und Erwachsene sich mit anderen Teilnehmern messen. Der Spaß am Rechnen steht dabei im Vordergrund, Schulnoten spielen für die Teilnahme keine Rolle. Pro Jahr nehmen zwischen 200 und 300 Rechenbegeisterte aus Emden und der näheren Umgebung teil. Die Rechenmeisterschaft findet an der Früchteburgschule sowie der Berufsbildenden Schule I in Emden statt.
Van Koningsveld ist Gründungsmitglied und Vorstand der Gesellschaft für Rechnen und Denksport Deutschland e.V. Seit 2013 organisiert und leitet er zusammen mit Caroline Merkel aus Nürnberg die Junioren-Weltmeisterschaft im Kopfrechnen, die Junior Mental Calculation World Championship.
Am internationalen Tag der Zahl Pi, dem 14. März 2015, organisierte und leitete Jan van Koningsveld den ersten Emder Pi-Wettbewerb, bei dem die Teilnehmer möglichst viele Nachkommastellen der Zahl Pi aufzusagen hatten. Gesamtsieger wurde Gerold Busboom mit 1.202 fehlerlos aufgesagten Dezimalstellen. Der Wettbewerb findet seit 2015 im jährlichen Rhythmus statt und brachte im Jahr 2016 einen neuen deutschen Rekord durch den Detmolder Dr. Klaus Schubert mit fehlerlos aufgesagten 10.904 Dezimalstellen hervor.
Im Jahr 2001 rief van Koningsveld die Pi World Ranking List ins Leben und führt diese seitdem. Hierbei handelt es sich um die Weltrangliste für Menschen, die Nachkommastellen der Zahl Pi auswendig aufgesagt haben. Bis zum Jahr 2016 haben sich über 1.000 Teilnehmer mit persönlichen oder nationalen und internationalen Rekorden registrieren lassen. Dabei kommen die Beteiligten aus knapp 50 Ländern von allen Kontinenten der Erde.

## Schriften
- Robert Fountain, Jan van Koningsveld: The Mental Calculator's Handbook. Selbstverlag, 1. Auflage 2013, ISBN 978-1-300-84665-9.
- Jan van Koningsveld: In 7 Tagen zum menschlichen Kalender. Selbstverlag, 1. Auflage 2013, ISBN 978-1-4841-1366-0.
- Jan van Koningsveld: Become a Human Calendar in just 7 Days. Selbstverlag, 1. Auflage 2014, ISBN 978-1-4841-4626-2